# Sportstätten in Hamburg
Die Liste von Sportstätten in Hamburg umfasst derzeit nutzbare Anlagen für den Breitensport, insbesondere den Schulsport, wie auch für den Leistungssport. Eine umfassendere Darstellung des Kontext findet sich in Sport in Hamburg.

## Sportplätze
In Hamburg gibt es folgende Sportplätze:
- Sportplätze: 240, davon 190 kommunal
- Großspielfelder: 337, davon 259 kommunal

Zu den größten Freiluftanlagen zählen die Fußballstadien, insbesondere das Volksparkstadion des HSV und das Millerntor-Stadion des FC St. Pauli.

## Sporthallen
In Hamburg gibt es folgende Sporthallen:
- Sporthallen: 683, davon 598 kommunal, die kommunalen Sporthallen sind fast ausnahmslos Schulsporthallen, die außerhalb der Kernzeit von Vereinen genutzt werden.

Von diesen Sporthallen sind 69 Dreifeldhallen, die bis auf 6 Vereins-Hallen alle kommunal sind. Zu den großen Sporthallen gehören die Barclays Arena und die Sporthalle Hamburg.

## Schwimmen und Wassersport
In Hamburg gibt es folgende Anlagen für den Schwimm- und Wassersport:
- Hallenbäder: 23, ohne Ausnahme in kommunalem Besitz (siehe Bäderland Hamburg)
- Freibäder: 13, ohne Ausnahme in kommunalem Besitz (siehe Bäderland Hamburg)
- Naturbäder: 7, ohne Ausnahme in kommunalem Besitz
- Wassersportanlagen: 83, bis auf 8 Anlagen in privatem bzw. Vereinsbesitz. Die größte Anlage ist das Wassersportzentrum Hamburg-Allermöhe, eine Regattastrecke für den Ruder- und Kanusport

## Tennis
In Hamburg gibt es folgende Anlagen für Tennis:
- Tennisanlagen: 121, bis auf 4 Anlagen in privatem bzw. Vereinsbesitz
- Tennisfreiplätze: 810, bis auf 10 Plätze in privatem bzw. Vereinsbesitz
- Tennishallenplätze: 213, ausnahmslos in privatem bzw. Vereinsbesitz

Die größte Anlage ist das Tennisstadion am Rothenbaum.

## Sonstiges
In Hamburg gibt es folgende Anlagen für sonstige Sportarten:
- Schießsportanlagen: 41, bis auf 2 Anlagen in privatem bzw. Vereinsbesitz
- Reitsportanlagen: 29, ausnahmslos in privatem bzw. Vereinsbesitz. Zu den Reitsportanlagen zählt der Poloplatz des Hamburger Polo Clubs, die Trabrennbahn Bahrenfeld, die Galopprennbahn Hamburg-Horn und der Derbyplatz Klein-Flottbek
- Squash- und Racquetanlagen: 23, ausnahmslos in privatem bzw. Vereinsbesitz
- Kegel- und Bowlinganlagen: 13, ausnahmslos in privatem bzw. Vereinsbesitz
- Eissportanlagen: 4, davon 2 in kommunalem Besitz
- Feldhockey: 22 Plätze, davon 3 Naturrasenplätze
- Golfplätze: 4, ausnahmslos in privatem bzw. Vereinsbesitz
- Kletterhallen: 3
- Radrennbahnen: 1 in kommunalem Besitz, nämlich die Radrennbahn Stellingen
- Boulehallen: 1 private Halle, ehemalige Turnhalle der Süderschule in Langenhorn, vom Hamburger Rugby-Club betrieben